# 張文耀 (萬曆進士)
張文耀（1540年—？），字養晦，號芝陽，湖廣辰州府沅陵縣人，民籍，明朝政治人物。

## 生平
嘉靖四十三年（1564年）甲子科湖廣鄉試第十九名，萬曆五年（1577年）丁丑科會試第二百三十五名，登三甲第九十名進士。初授铜梁知县，调任巴县，万历十一年十月考选，授浙江道試監察御史，升福建按察司佥事，十五年二月升貴州右參議，轉左參議，十七年二月升雲南按察司副使。二十三年十二月，起补广西苍梧兵备副使，二十六年九月调任府江兵备，二十七年八月任貴州监军道。升四川右参政，分巡上川东道，三十年闰二月升本省按察使，三十一年四月升四川右布政使，以平播州功，进左布政使。三十四年十二月考察不及去职。後起复云南右布政使，不就，寿八十卒。

## 著作
著有《二酉洞草》。

## 家族
曾祖張必倫；祖父張爵；父張一卿，曾任省祭官。母吳氏。永感下。